# Canis lupus pambasileus
El lobo del Yukón (Canis lupus pambasileus) también conocido como lobo negro de Alaska es una subespecie de lobo que habita en el Yukón y alrededores. En edad adulta alcanza un peso medio de entre 45 y 70 kilos, lo que convierte a esta subespecie en una de las de mayor tamaño de lobo del mundo, siéndolo probablemente de América.
Vive en manadas en torno a los 8 ejemplares, en itinerancia, en ocasiones siguiendo a sus presas habituales.
Estudios recientes confirman que en algunas zonas de su hábitat está afectado por enfermedades como el moquillo o la rabia que repercute en su población.
Antes de la llegada de los europeos a Norteamérica los aborígenes cazaban a esta especie por su apreciada piel, algo que los colonizadores siguieron practicando, incluso con el fin de vender la piel a las poblaciones autóctonas, si bien más tarde ante el aumento de la población humana se sumó el envenenamiento como uso para diezmar a las poblaciones de lobos en parte por los conflictos surgidos, en parte por el estigma que esta especie suele tener. Hasta la década de los 50 del siglo XX no se realizaron censos sobre la población y estado de la especie.
En la actualidad existe cierta polémica dado que el gobierno de Alaska presidido por Sarah Palin ha incentivado la caza aérea de lobos y otras especies como osos, aludiendo que es necesario controlar su población proponiendo pagos por cada ejemplar cazado, algo que finalmente no pudo aprobarse dado que las recompensas a cazadores están prohibidas desde la década de los 90 del siglo XX. Grupos ecologistas, de ciudadanos e incluso personajes famosos han protestado por tal decisión y cuestionan que estas especies presenten superabundancia. Otros alegan razones políticas a tales críticas.

## Taxonomía
Esta especie está reconocida como una subespecie de Canis lupus por la autoridad taxonómica Mammal Species of the World (2005). Fue descrito por primera vez en 1905 por el zoólogo estadounidense Daniel Elliot como Canis pambasileus y con el nombre de "lobo autócrata maderero", basándose en un ejemplar del río Susitna, región del monte Denali (Alaska). Elliot distingue a este lobo por los dientes de ambas mandíbulas que son grandes y pesados, y junto con el cráneo superan a los de C. l. occidentalis (el lobo del Mackenzie) de un tamaño corporal comparable. Su pelaje va del negro al blanco o una mezcla de ambos. En 1944, el zoólogo americano Edward Goldman reconoció a este lobo como Canis lupus pambasileus Elliot, 1905 y con el nombre de "lobo de Alaska interior".